# 김은경 (농구 선수)
김은경(1983년 4월 8일 ~ )은 대한민국의 여자 농구 선수이다. 포지션은 슈팅 가드이다.

## 출신 학교
- 화서초등학교
- 수원여자중학교
- 수원여자고등학교

## 선수 경력
화서초등학교, 수원여자중학교, 수원여자고등학교를 졸업했으며 2002년 천안 KB국민은행 세이버스(현재의 청주 KB 스타즈)에 입단했다. 2005년 10월 춘천 우리은행 한새(현재의 아산 우리은행 위비)로 이적했다.

### 사건
2008년 2월 1일 충청남도 천안 유관순체육관에서 열린 천안 KB국민은행 세이버스와의 2007-2008 여자 프로 농구 정규 리그 경기에서 경기 종료를 1분 27초 정도 남기고 있던 4쿼터 상황에서 KB국민은행의 김수연 선수와 몸싸움을 벌이던 도중에 반칙 판정을 받게 되자 김수연의 얼굴을 주먹으로 때려 퇴장당했다. 춘천 우리은행 한새는 2008년 2월 2일에 구단의 공식 홈페이지를 통해 이 사건에 대한 사과문을 발표했다. 한국여자농구연맹은 2008년 2월 4일에 열린 재정위원회에서 김은경에게 정규 리그 잔여 경기 출전 정지, 벌금 300만원의 징계를 내렸다.

## 수상 경력
- 2007년 한국여자농구연맹 기량발전상 수상
- 2008년 WKBL 퓨처스리그 베스트 5 선정
- 2009년 KB국민은행 2008-2009 여자프로농구 모범선수상 수상